# Liliana Angulo Cortés
Pour les articles homonymes, voir Angulo et Cortés.
Astrid Liliana Angulo Cortés (née en 1974 à Bogotá) est une artiste plasticienne colombienne ayant obtenu un diplôme en sculpture de l'Université nationale de Colombie, un master en beaux-arts de l'université de l'Illinois (Chicago) ainsi qu'un master en anthropologie de l'université de Los Andes (Colombie). Elle envisage sa pratique artistique à travers le prisme du genre, des origines ethniques et de l'identité en vue d'explorer les représentations de la femme noire dans la culture contemporaine.

## Biographie

### Jeunesse
Angulo Cortés s'oriente vers l'éducation artistique dès le début de ses études secondaires. En tant que professeure de Studio Arts et artiste praticienne, Angulo Cortés a recherché et réfléchi pendant plus de 20 ans sur l'expérience des afro-descendants, ainsi que sur l'inexistence de débats à propos des images et des stéréotypes qui se sont construits autour de l'identité afro-descendante.

### Carrière
Liliana Angulo Cortés a exercé son travail d'artiste plasticienne en parallèle de celui d'enseignante et de défenseuse de la mémoire et de l'art de la communauté afro-colombienne. De 2004 à 2007, elle a enseigné à l'Université nationale de Colombie et à l'université Jorge Tadeo Lozano de Bogotá. Elle fut également consultante en arts visuels et plastiques pour de multiples fondations culturelles. En 2014, elle fut secrétaire à la culture, aux loisirs et aux sports de la ville de Bogotá. En 2015, elle crée le collectif d'artistes afro-colombiens du nom d'Agua Turbia. À présent[Quand ?], Liliana Angulo Cortés occupe le poste de directrice adjointe des arts au sein de l'Institut régional des arts de Bogotá. Elle est à l'origine de plusieurs projets de conservation, et a donné de multiples conférences dans des institutions artistiques nationales et internationales,,.

## Travail artistique
Angulo Cortés a passé beaucoup de temps à chercher des éléments à propos de la résistance, du dédommagement et de la présence de la population afro-descendante en Colombie, dans le but de rendre compte des dynamiques de pouvoir autour de l'image, du territoire, des origines ethniques et du corps des femmes noires. Elle a ainsi conçu une réflexion systématique sur les tensions découlant de l'intersection du genre et des origines ethniques dans la société colombienne.
Les relations aux autres sont également envisagées par Liliana Angulo Cortés comme comme un exercice collectif, créant un espace de pouvoir performatif auquel sont liées les notions de prise de soin de soi et de la communauté. L'expérience collective est envisagée comme un travail de réécriture de la mémoire.

## Expositions

### Expositions personnelles
- 2000 : Un negro es un negro. Exposition photographique Exposición fotográfica. Instituto municipal para el arte y la cultura. IMAC, Durango, Mexique[13].
- 2003 : Mancha negra. Valenzuela y Klenner arte contemporain. Bogotá, Colombie[14].
- 2007 : Négritude. Alianza Colombo Francesa de Bogotá, Colombie[15].
- 2009 : Black Presence/Presencia Negra. Gorecki Gallery St John, Université San Benedict du Minnesota, États-Unis[1],[11]
- 14 mai—8 juin 2018 : Observing Whiteness. CSRPC à l'université de Chicago[16].

### Expositions collectives
- 2005 : ¿Se acabó el rollo? Historia de la fotografía en Colombia de 1950-2000. Musée National de Colombie. Bogotá, Colombie.
- Novembre 2006—janvier 2007 : Mambo Negrita. IX Biennale du Musée d'Art Moderne de Bogotá, Colombie[17].
- Juillet–août 2006 - Viaje sin mapa, imagen y representación afro en el arte contemporáneo colombiano. Casa de Moneda, Bogotá, Colombie[11],[18].
- Novembre 2008—janvier 2009 : - Cali es Cali. 41 Salon national des artistes de Colombie Santiago de Cali, Colombie[13].
- 4 novembre—22 décembre 2017 : Identidad. Résidence croisée France-Colombie Liliana Angulo — Mariangela Aponte Nuñez — Guillaume Chauvin. La Chambre, espace d'exposition et d'atelier. Strasbourg, France[19],[20].
- Mai 2019 : Museo 360, ¿qué pasó aquí? Musée d'Antioquia, Medellín, Colombie[21]